# Tetragnatha ramboi
Tetragnatha ramboi este o specie de păianjeni din genul Tetragnatha, familia Tetragnathidae, descrisă de Mello-leitão, 1943. Conform Catalogue of Life specia Tetragnatha ramboi nu are subspecii cunoscute.